# Finnország az 1988. évi nyári olimpiai játékokon
Finnország a dél-koreai Szöulban megrendezett 1988. évi nyári olimpiai játékok egyik részt vevő nemzete volt. Az országot az olimpián 15 sportágban 78 sportoló képviselte, akik összesen 4 érmet szereztek.

## Érmesek
| Érem  | Versenyző     | Sportág  | Versenyszám         |
| ----- | ------------- | -------- | ------------------- |
| Arany | Tapio Korjus  | Atlétika | Férfi gerelyhajítás |
| Ezüst | Harri Koskela | Birkózás | Kötöttfogás, 90 kg  |
| Bronz | Seppo Räty    | Atlétika | Férfi gerelyhajítás |
| Bronz | Tapio Sipilä  | Birkózás | Kötöttfogás, 68 kg  |

## Atlétika
Férfi
| Versenyző       | Versenyszám     | Előfutam | Előfutam | Előfutam | Negyeddöntő   | Negyeddöntő   | Negyeddöntő   | Elődöntő | Elődöntő | Elődöntő | Döntő   | Döntő    |
| Versenyző       | Versenyszám     | Idő      | Hely.    | Össz.    | Idő           | Hely.         | Össz.         | Idő      | Hely.    | Össz.    | Idő     | Helyezés |
| --------------- | --------------- | -------- | -------- | -------- | ------------- | ------------- | ------------- | -------- | -------- | -------- | ------- | -------- |
| Ari Suhonen     | 800 m           | 1:48,90  | 2.       | 28.*     | nem ért célba | nem ért célba | nem ért célba | kiesett  | kiesett  | kiesett  | kiesett | kiesett  |
| Ari Suhonen     | 1500 m          | 3:43,61  | 7.       | 30.      | kiesett       | kiesett       | kiesett       | kiesett  | kiesett  | kiesett  | kiesett | kiesett  |
| Mikael Ylöstalo | 110 m gát       | 13,87    | 2.       | 10.      | 13,70         | 3.            | 11.           | 14,09    | 8.       | 16.      | kiesett | kiesett  |
| Reima Salonen   | 20 km gyaloglás |          |          |          |               |               |               |          |          |          | 1:28:25 | 42.      |
| Reima Salonen   | 50 km gyaloglás |          |          |          |               |               |               |          |          |          | 3:51:36 | 18.      |

| Versenyző       | Versenyszám   | Selejtező | Selejtező | Döntő    | Döntő    |
| Versenyző       | Versenyszám   | Eredmény  | Helyezés  | Eredmény | Helyezés |
| --------------- | ------------- | --------- | --------- | -------- | -------- |
| Asko Peltoniemi | Rúdugrás      | 540 cm    | 8.        | 560 cm   | 9.       |
| Jarmo Kärnä     | Távolugrás    | 790 cm    | 8.        | 782 cm   | 10.      |
| Harri Huhtala   | Kalapácsvetés | 77,34 m   | 6.        | 75,38 m  | 9.       |
| Juha Tiainen    | Kalapácsvetés | 73,74 m   | 16.       | kiesett  | kiesett  |
| Tapio Korjus    | Gerelyhajítás | 81,42 m   | 3.        | 84,28 m  |          |
| Seppo Räty      | Gerelyhajítás | 81,62 m   | 2.        | 83,26 m  |          |
| Kimmo Kinnunen  | Gerelyhajítás | 80,24 m   | 7.        | 78,04 m  | 10.      |

| Versenyző       | Versenyszám | 100 m | 100 m | Távolugrás | Távolugrás | Súlylökés | Súlylökés | Magasugrás | Magasugrás | 400 m | 400 m | 110 m gát | 110 m gát | Diszkoszvetés | Diszkoszvetés | Rúdugrás | Rúdugrás | Gerelyhajítás | Gerelyhajítás | 1500 m  | 1500 m | Végeredmény | Végeredmény |
| Versenyző       | Versenyszám | Idő   | Pont  | Eredmény   | Pont       | Eredmény  | Pont      | Eredmény   | Pont       | Idő   | Pont  | Idő       | Pont      | Eredmény      | Pont          | Eredmény | Pont     | Eredmény      | Pont          | Idő     | Pont   | Pont        | Helyezés    |
| --------------- | ----------- | ----- | ----- | ---------- | ---------- | --------- | --------- | ---------- | ---------- | ----- | ----- | --------- | --------- | ------------- | ------------- | -------- | -------- | ------------- | ------------- | ------- | ------ | ----------- | ----------- |
| Petri Keskitalo | Tízpróba    | 10,94 | 874   | 756 cm     | 950        | 15,34 m   | 811       | 197 cm     | 776        | 49,94 | 817   | 14,25     | 942       | 41,86 m       | 702           | 480 cm   | 849      | 66,64 m       | 838           | 4:55,89 | 584    | 8143        | 11.         |

Női
| Versenyző               | Versenyszám | Eredmény | Helyezés |
| ----------------------- | ----------- | -------- | -------- |
| Tuija Toivonen-Jousimaa | Maraton     | 2:43:00  | 41.      |
| Sinikka Keskitalo       | Maraton     | 2:43:00  | 42.      |

| Versenyző        | Versenyszám   | Selejtező | Selejtező | Döntő    | Döntő    |
| Versenyző        | Versenyszám   | Eredmény  | Helyezés  | Eredmény | Helyezés |
| ---------------- | ------------- | --------- | --------- | -------- | -------- |
| Päivi Alafrantti | Gerelyhajítás | 62,82 m   | 10.       | 58,20 m  | 10.      |
| Tuula Laaksalo   | Gerelyhajítás | 60,64 m   | 13.       | kiesett  | kiesett  |
| Tiina Lillak     | Gerelyhajítás | 60,06 m   | 15.       | kiesett  | kiesett  |

| Versenyző         | Versenyszám | 100 m gát | 100 m gát | Magasugrás | Magasugrás | Súlylökés | Súlylökés | 200 m | 200 m | Távolugrás | Távolugrás | Gerelyhajítás | Gerelyhajítás | 800 m   | 800 m | Végeredmény | Végeredmény |
| Versenyző         | Versenyszám | Idő       | Pont      | Eredmény   | Pont       | Eredmény  | Pont      | Idő   | Pont  | Eredmény   | Pont       | Eredmény      | Pont          | Idő     | Pont  | Pont        | Helyezés    |
| ----------------- | ----------- | --------- | --------- | ---------- | ---------- | --------- | --------- | ----- | ----- | ---------- | ---------- | ------------- | ------------- | ------- | ----- | ----------- | ----------- |
| Satu Ruotsalainen | Hétpróba    | 13,79     | 1008      | 180 cm     | 978        | 12,32 m   | 682       | 24,61 | 923   | 608 cm     | 874        | 45,44 m       | 772           | 2:17,06 | 864   | 6101        | 15.         |
| Ragne Kytölä      | Hétpróba    | 14,31     | 935       | 177 cm     | 941        | 11,66 m   | 639       | 25,69 | 824   | 575 cm     | 774        | 39,48 m       | 657           | 2:13,35 | 916   | 5686        | 21.         |

* - egy másik versenyzővel azonos eredményt ért el

## Birkózás
Kötöttfogású
| Versenyző      | Versenyszám | Vigaszágas kiesés | Vigaszágas kiesés | Helyosztók        | Helyosztók        | Bronz- mérkőzés            | Döntő                      | Helyezés    |
| Versenyző      | Versenyszám | Vigaszágas kiesés | Vigaszágas kiesés | 7. helyért        | 5. helyért        | Bronz- mérkőzés            | Döntő                      | Helyezés    |
| Versenyző      | Versenyszám | Ellenfél Eredmény | Hely.             | Ellenfél Eredmény | Ellenfél Eredmény | Ellenfél Eredmény          | Ellenfél Eredmény          | Helyezés    |
| -------------- | ----------- | --- | ----------------- | ----------------- | ----------------- | -------------------------- | -------------------------- | ----------- |
| Esa Murtoaro   | 52 kg       | A csoport · Abdul Karim Kakahaji (IRI) · 10–8 · a 2. fordulóban erőnyerő · Alekszandr Ignatyenko (URS) · 0–10 · Mijahara Acudzsi (JPN) · 0–16                                                                                  | 5.                | kiesett           | kiesett           | kiesett                    | kiesett                    | helyezetlen |
| Keijo Pehkonen | 57 kg       | A csoport · Benni Ljungbeck (SWE) · 0–5 · Zoran Galović (YUG) · 6–1 · a 3. fordulóban erőnyerő · Sztojan Balov (BUL) · 2–3 | 5.                | kiesett           | kiesett           | kiesett                    | kiesett                    | helyezetlen |
| Jukka Loikas   | 62 kg       | B csoport · Nisigucsi Sigeki (JPN) · 6–9 · Zsivko Vangelov (BUL) · 0–7 | 7.                | kiesett           | kiesett           | kiesett                    | kiesett                    | helyezetlen |
| Tapio Sipilä   | 68 kg       | A csoport · Nandor Sabo (YUG) · 13–0 · Gustavo Manzur (ESA) · 15–0 · Saïd Souaken (MAR) · 7–0 · a 4. fordulóban erőnyerő · Morten Brekke (NOR) · 2–0 · Ókubo Jaszuhiro (JPN) · 10–0 · Kim Szongmun (Kim Seong-Mun) (KOR) · 3–8 | 2.                |                   |                   | Petrică Cărare (ROU) · 7–4 |                            |             |
| Jouko Salomäki | 74 kg       | B csoport · Roger Tallroth (SWE) · 5–7 · Martial Mischler (FRA) · 3–4 | 7.                | kiesett           | kiesett           | kiesett                    | kiesett                    | helyezetlen |
| Timo Niemi     | 82 kg       | B csoport · Goran Kasum (YUG) · passzivitás · Maik Bullmann (GDR) · 5–3 · Mukai Takahiro (JPN) · 4–2 · Kim Szanggju (Kim Sang-Gyu) (KOR) · 1–3                                                                                 | 5.                | kiesett           | kiesett           | kiesett                    | kiesett                    | helyezetlen |
| Harri Koskela  | 90 kg       | B csoport · Bernard Ban (YUG) · 4–0 · Major Sándor (HUN) · 3–2 · Vlagyimir Popov (URS) · 4–1 · Jean-Baptiste Youmbi (CMR) · kétvállas · Andreas Steinbach (FRG) · 2–1                                                          | 1.                |                   |                   |                            | Atanasz Komsev (BUL) · 0–4 |             |
| Juha Ahokas    | 100 kg      | A csoport · Steve Marshall (CAN) · passzivitás · Dennis Koslowski (USA) · 0–15 | 7.                | kiesett           | kiesett           | kiesett                    | kiesett                    | helyezetlen |

Szabadfogású
| Versenyző     | Versenyszám | Vigaszágas kiesés | Vigaszágas kiesés | Helyosztók        | Helyosztók                                   | Bronz- mérkőzés   | Döntő             | Helyezés    |
| Versenyző     | Versenyszám | Vigaszágas kiesés | Vigaszágas kiesés | 7. helyért        | 5. helyért                                   | Bronz- mérkőzés   | Döntő             | Helyezés    |
| Versenyző     | Versenyszám | Ellenfél Eredmény | Hely.             | Ellenfél Eredmény | Ellenfél Eredmény                            | Ellenfél Eredmény | Ellenfél Eredmény | Helyezés    |
| ------------- | ----------- | --- | ----------------- | ----------------- | -------------------------------------------- | ----------------- | ----------------- | ----------- |
| Mika Lehto    | 62 kg       | A csoport · Arturo Oporta (PAN) · 10–2 · Marian Skubacz (POL) · 4–1 · Ali Dad (AFG) · 7–0 · John Smith (USA) · 6–16 | 5.                | kiesett           | kiesett                                      | kiesett           | kiesett           | helyezetlen |
| Jukka Rauhala | 68 kg       | A csoport · Juan Caride (ESP) · kétvállas · a 2. fordulóban erőnyerő · Amir Reza Khadem Azgadhi (IRI) · 8–7 · Arszen Fadzajev (URS) · 1–10 · Amar Wattar (SYR) · 12–0 · a 6. fordulóban erőnyerő · Akaisi Kószei (JPN) · 0–5                      | 3.                |                   | David McKay (CAN) · 1–4                      |                   |                   | 6.          |
| Pekka Rauhala | 74 kg       | B csoport · Abdullah Al-Ghrbi (YAR) · kétvállas · Uati Iutana (WSM) · kétvállas · azonos · Adama Damballey (GAM) · kétvállas · Lodoin Enkhbayar (MGL) · passzivitás · Jun Gjongdzse (Yun Gyeong-Jae) (KOR) · kétvállas · Kenny Monday (USA) · 0–7 | 3.                |                   | Ayatollah Vagozari (IRI) · feladta (sérülés) |                   |                   | 5.          |
| Jouni Ilomäki | 82 kg       | B csoport · Alekszandr Tambovcev (URS) · 0–3 · Mohammed Jabouri (IRQ) · 7–0 · a 3. fordulóban erőnyerő · Mohamed Zayar (SYR) · passzivitás · Necmi Gençalp (TUR) · 1–2                                                                            | 5.                | kiesett           | kiesett                                      | kiesett           | kiesett           | helyezetlen |

## Cselgáncs
| Versenyző           | Versenyszám | Csoport | Selejtező                              | 32-es főtábla                                 | Nyolcaddöntő                           | Negyeddöntő                     | Elődöntő          | Vigaszág nyolcaddöntő | Vigaszág negyeddöntő | Vigaszág elődöntő                           | Bronz- mérkőzés   | Döntő             | Helyezés |
| Versenyző           | Versenyszám | Csoport | Ellenfél Eredmény                      | Ellenfél Eredmény                             | Ellenfél Eredmény                      | Ellenfél Eredmény               | Ellenfél Eredmény | Ellenfél Eredmény     | Ellenfél Eredmény    | Ellenfél Eredmény                           | Ellenfél Eredmény | Ellenfél Eredmény | Helyezés |
| ------------------- | ----------- | ------- | -------------------------------------- | --------------------------------------------- | -------------------------------------- | ------------------------------- | ----------------- | --------------------- | -------------------- | ------------------------------------------- | ----------------- | ----------------- | -------- |
| Jukka-Pekka Metsola | Váltósúly   | B       | Mamudu Adamu (NGR) · 0000 (bírói)–0000 | Kilmar Campos (VEN) · 1100–0000               | Patrick Matangi (ZIM) · 1010–0000      | Basir Varajev (URS) · 0100–1000 | kiesett           |                       |                      |                                             |                   |                   | 12.      |
| Juha Salonen        | Nehézsúly   | B       |                                        | Hszü Kuo-csing (Xu Guoqing) (CHN) · 0010–0001 | Steven Cohen (USA) · 0000 (bírói)–0000 | Henry Stöhr (GDR) · 0000–1000   |                   |                       |                      | Dubrovszky István (HUN) · 0000–0000 (bírói) | kiesett           |                   | 7.       |

## Evezés
Férfi
| Versenyző                     | Versenyszám              | Előfutam | Előfutam | Vigaszág | Vigaszág | Elődöntő | Elődöntő | Döntő | Döntő   | Döntő | Helyezés |
| Versenyző                     | Versenyszám              | Idő      | Hely.    | Idő      | Hely.    | Idő      | Hely.    | Típus | Idő     | Hely. | Helyezés |
| ----------------------------- | ------------------------ | -------- | -------- | -------- | -------- | -------- | -------- | ----- | ------- | ----- | -------- |
| Pertti Karppinen              | Egypárevezős             | 7:24,72  | 2.       | 7:14,91  | 1.       | 7:32,78  | 6.       | B     | 7:34,37 | 1.    | 7.       |
| Reima Karppinen Jorma Lehtelä | Kétpárevezős             | 6:28,22  | 4.       | 6:42,99  | 2.       | 6:43,31  | 6.       | B     | 7:20,72 | 6.    | 12.      |
| Aarne Lindroos Kari Lindroos  | Kormányos nélküli kettes | 7:00,29  | 5.       | 7:03,72  | 2.       | 7:15,36  | 6.       | B     | 7:28,46 | 5.    | 11.      |

## Íjászat
Férfi
| Versenyző                                   | Versenyszám | Selejtező | Selejtező | Nyolcaddöntő | Nyolcaddöntő | Negyeddöntő | Negyeddöntő | Elődöntő | Elődöntő | Döntő   | Döntő    |
| Versenyző                                   | Versenyszám | Pont      | Hely.     | Pont         | Hely.        | Pont        | Hely.       | Pont     | Hely.    | Pont    | Helyezés |
| ------------------------------------------- | ----------- | --------- | --------- | ------------ | ------------ | ----------- | ----------- | -------- | -------- | ------- | -------- |
| Pentti Vikström                             | Egyéni      | 1273      | 13.       | 312          | 15.          | 320         | 10.         | 324      | 7.       | 323     | 7.       |
| Tomi Poikolainen                            | Egyéni      | 1278      | 9.        | 315          | 9.           | 323         | 7.          | 321      | 11.      | kiesett | kiesett  |
| Ismo Falck                                  | Egyéni      | 1246      | 27.       | kiesett      | kiesett      | kiesett     | kiesett     | kiesett  | kiesett  | kiesett | kiesett  |
| Ismo Falck Tomi Poikolainen Pentti Vikström | Csapat      | 3797      | 4.        |              |              |             |             | 960      | 7.       | 956     | 4.       |

Női
| Versenyző                                                 | Versenyszám | Selejtező | Selejtező | Nyolcaddöntő | Nyolcaddöntő | Negyeddöntő | Negyeddöntő | Elődöntő | Elődöntő | Döntő   | Döntő    |
| Versenyző                                                 | Versenyszám | Pont      | Hely.     | Pont         | Hely.        | Pont        | Hely.       | Pont     | Hely.    | Pont    | Helyezés |
| --------------------------------------------------------- | ----------- | --------- | --------- | ------------ | ------------ | ----------- | ----------- | -------- | -------- | ------- | -------- |
| Päivi Meriluoto-Aaltonen                                  | Egyéni      | 1266      | 9.        | 299          | 20.          | kiesett     | kiesett     | kiesett  | kiesett  | kiesett | kiesett  |
| Jutta Poikolainen                                         | Egyéni      | 1164      | 55.       | kiesett      | kiesett      | kiesett     | kiesett     | kiesett  | kiesett  | kiesett | kiesett  |
| Minna Heinonen                                            | Egyéni      | 1163      | 56.       | kiesett      | kiesett      | kiesett     | kiesett     | kiesett  | kiesett  | kiesett | kiesett  |
| Päivi Meriluoto-Aaltonen Minna Heinonen Jutta Poikolainen | Csapat      | 3593      | 13.       |              |              |             |             | kiesett  | kiesett  | kiesett | kiesett  |

## Kajak-kenu
Férfi
| Versenyző                          | Versenyszám         | Előfutam | Előfutam | Előfutam | Vigaszág | Vigaszág | Vigaszág | Elődöntő | Elődöntő | Elődöntő | Döntő   | Döntő    |
| Versenyző                          | Versenyszám         | Idő      | Hely.    | Össz.    | Idő      | Hely.    | Össz.    | Idő      | Hely.    | Össz.    | Idő     | Helyezés |
| ---------------------------------- | ------------------- | -------- | -------- | -------- | -------- | -------- | -------- | -------- | -------- | -------- | ------- | -------- |
| Mikko Kolehmainen Olli Kolehmainen | Kajak kettes 500 m  | 1:35,50  | 3.       | 11.      | erőnyerő | erőnyerő | erőnyerő | 1:37,76  | 5.       | 14.      | kiesett | kiesett  |
| Mikko Kolehmainen Olli Kolehmainen | Kajak kettes 1000 m | 3:27,52  | 3.       | 10.      | erőnyerő | erőnyerő | erőnyerő | 3:30,98  | 4.       | 12.      | kiesett | kiesett  |
| Timo Grönlund                      | Kenu egyes 500 m    | 2:01,60  | 5.       | 10.      | 2:01,48  | 2.       | 2.       | 2:04,82  | 5.       | 13.      | kiesett | kiesett  |
| Timo Grönlund                      | Kenu egyes 1000 m   | 4:24,69  | 7.       | 13.      | 4:26,80  | 4.       | 6.       | kiesett  | kiesett  | kiesett  | kiesett | kiesett  |

## Kerékpározás

### Országúti kerékpározás
Férfi
| Versenyző  | Versenyszám   | Idő             | Helyezés |
| ---------- | ------------- | --------------- | -------- |
| Jari Lähde | Mezőnyverseny | 4:32:56 (+0:34) | 37.      |

Női
| Versenyző          | Versenyszám   | Idő             | Helyezés |
| ------------------ | ------------- | --------------- | -------- |
| Tea Vikstedt-Nyman | Mezőnyverseny | 2:00:52 (+0:00) | 43.      |

### Pálya-kerékpározás
Időfutam
| Név             | Versenyszám  | Idő      | Helyezés |
| --------------- | ------------ | -------- | -------- |
| Mika Hämäläinen | Férfi egyéni | 1:07,384 | 17.      |

Üldözőversenyek
| Versenyző     | Versenyszám  | Selejtező | Selejtező | Nyolcaddöntő                  | Nyolcaddöntő | Negyeddöntő  | Negyeddöntő | Elődöntő     | Elődöntő  | Döntő        | Döntő     | Helyezés |
| Versenyző     | Versenyszám  | Idő       | Hely.     | Ellenfél Idő                  | Saját idő    | Ellenfél Idő | Saját idő   | Ellenfél Idő | Saját idő | Ellenfél Idő | Saját idő | Helyezés |
| ------------- | ------------ | --------- | --------- | ----------------------------- | ------------ | ------------ | ----------- | ------------ | --------- | ------------ | --------- | -------- |
| Jyrki Tujunen | Férfi egyéni | 4:47,05   | 11.       | Peter Clausen (DEN) · 4:43,71 | 4:46,65      | kiesett      | kiesett     | kiesett      | kiesett   | kiesett      | kiesett   | kiesett  |

## Lovaglás
Díjlovaglás
| Versenyző                                                 | Ló           | Versenyszám | Selejtező | Selejtező | Döntő   | Döntő    |
| Versenyző                                                 | Ló           | Versenyszám | Pont      | Hely.     | Pont    | Helyezés |
| --------------------------------------------------------- | ------------ | ----------- | --------- | --------- | ------- | -------- |
| Kyra Kyrklund                                             | Matador      | Egyéni      | 1416      | 5.        | 1393    | 5.       |
| Tutu Sohlberg                                             | Pakistan     | Egyéni      | 1242      | 35.       | kiesett | kiesett  |
| Jenny Eriksson                                            | My Way       | Egyéni      | 1225      | 39.*      | kiesett | kiesett  |
| Maarit Raiskio                                            | Nor          | Egyéni      | 1161      | 48.       | kiesett | kiesett  |
| Kyra Kyrklund Tutu Sohlberg Jenny Eriksson Maarit Raiskio | lásd fentebb | Csapat      |           |           | 3883    | 6.*      |

* - egy másik versenyzővel azonos eredményt ért el

## Műugrás
Férfi
| Versenyző       | Versenyszám    | Selejtező | Selejtező | Döntő   | Döntő    |
| Versenyző       | Versenyszám    | Pont      | Helyezés  | Pont    | Helyezés |
| --------------- | -------------- | --------- | --------- | ------- | -------- |
| Juha Ovaskainen | Egyéni műugrás | 500,76    | 22.       | kiesett | kiesett  |

## Ökölvívás
| Versenyző       | Versenyszám | Selejtező                | 32-es főtábla                         | Nyolcaddöntő              | Negyeddöntő             | Elődöntő          | Döntő             | Helyezés |
| Versenyző       | Versenyszám | Ellenfél Eredmény        | Ellenfél Eredmény                     | Ellenfél Eredmény         | Ellenfél Eredmény       | Ellenfél Eredmény | Ellenfél Eredmény | Helyezés |
| --------------- | ----------- | ------------------------ | ------------------------------------- | ------------------------- | ----------------------- | ----------------- | ----------------- | -------- |
| Jarmo Eskelinen | Pehelysúly  | Serigne Fall (GUI) · 5:0 | Andre Seymour (BAH) · mérkőzés nélkül | kiesett                   | kiesett                 | kiesett           | kiesett           | 17.      |
| Joni Nyman      | Váltósúly   | Manny Sobral (CAN) · 5:1 | Sören Antman (SWE) · 5:0              | Dimus Chisala (ZAM) · 5:0 | Kenny Gould (USA) · 0:5 | kiesett           | kiesett           | 5.       |
| Esa Hukkanen    | Középsúly   | erőnyerő                 | Roberto Martínez (HON) · 5:0          | Füzesy Zoltán (HUN) · 0:5 | kiesett                 | kiesett           | kiesett           | 9.       |

## Sportlövészet
Férfi
| Versenyző        | Versenyszám           | Selejtező | Selejtező | Döntő   | Döntő    |
| Versenyző        | Versenyszám           | Pont      | Helyezés  | Pont    | Helyezés |
| ---------------- | --------------------- | --------- | --------- | ------- | -------- |
| Sakari Paasonen  | Szabadpisztoly        | 555       | 19.       | kiesett | kiesett  |
| Sakari Paasonen  | Légpisztoly           | 577       | 18.       | kiesett | kiesett  |
| Jouni Vainio     | Légpisztoly           | 566       | 39.       | kiesett | kiesett  |
| Jouni Vainio     | Gyorstüzelő pisztoly  | 578       | 31.       | kiesett | kiesett  |
| Tapio Säynevirta | Légpuska              | 585       | 25.       | kiesett | kiesett  |
| Juha Hirvi       | Légpuska              | 587       | 17.       | kiesett | kiesett  |
| Juha Hirvi       | Sportpuska, fekvő     | 594       | 24.       | kiesett | kiesett  |
| Juha Hirvi       | Sportpuska, összetett | 1167      | 17.       | kiesett | kiesett  |
| Kurt Thune       | Sportpuska, összetett | 1159      | 34.       | kiesett | kiesett  |
| Kurt Thune       | Sportpuska, fekvő     | 594       | 24.       | kiesett | kiesett  |

Női
| Versenyző     | Versenyszám           | Selejtező | Selejtező | Döntő   | Döntő    |
| Versenyző     | Versenyszám           | Pont      | Helyezés  | Pont    | Helyezés |
| ------------- | --------------------- | --------- | --------- | ------- | -------- |
| Pirjo Peltola | Sportpuska, összetett | 580       | 10.       | kiesett | kiesett  |
| Pirjo Peltola | Légpuska              | 393       | 7.        | 493,6   | 5.       |
| Sirpa Ylönen  | Légpuska              | 377       | 41.       | kiesett | kiesett  |
| Sirpa Ylönen  | Sportpuska, összetett | 572       | 27.       | kiesett | kiesett  |

Nyílt
| Versenyző     | Versenyszám | Selejtező | Selejtező | Döntő   | Döntő    |
| Versenyző     | Versenyszám | Pont      | Helyezés  | Pont    | Helyezés |
| ------------- | ----------- | --------- | --------- | ------- | -------- |
| Matti Nummela | Trap        | 194       | 8.        | kiesett | kiesett  |
| Timo Nieminen | Trap        | 135       | 43.       | kiesett | kiesett  |

## Súlyemelés
| Versenyző      | Versenyszám | Szakítás                 | Szakítás                 | Lökés    | Lökés    | Összesen | Helyezés |
| Versenyző      | Versenyszám | Eredmény                 | Helyezés                 | Eredmény | Helyezés | Összesen | Helyezés |
| -------------- | ----------- | ------------------------ | ------------------------ | -------- | -------- | -------- | -------- |
| Arvo Ojalehto  | 56 kg       | 105,0                    | 12.                      | 137,5    | 8.       | 242,5    | 12.      |
| Reijo Kiiskilä | 67,5 kg     | 135,0                    | 8.                       | 162,5    | 9.       | 297,5    | 11.      |
| Jouni Grönman  | 67,5 kg     | érvényes kísérlet nélkül | érvényes kísérlet nélkül | kiesett  | kiesett  | kiesett  | kiesett  |
| Jaarli Pirkkiö | 75 kg       | 137,5                    | 16.                      | 180,0    | 6.       | 317,5    | 12.      |

## Úszás
Férfi
| Versenyző      | Versenyszám | Előfutam | Előfutam | Előfutam | Döntő   | Döntő   | Döntő   | Helyezés |
| Versenyző      | Versenyszám | Idő      | Hely.    | Össz.    | Típus   | Idő     | Hely.   | Helyezés |
| -------------- | ----------- | -------- | -------- | -------- | ------- | ------- | ------- | -------- |
| Petri Suominen | 100 m mell  | 1:03,58  | 6.       | 13.      | B       | 1:04,04 | 6.      | 14.      |
| Petri Suominen | 200 m mell  | 2:22,01  | 6.       | 29.      | kiesett | kiesett | kiesett | kiesett  |

## Vitorlázás
Férfi
| Versenyző                           | Versenyszám    | Futam  | Futam | Futam   | Futam | Futam | Futam | Futam  | Pontszám | Helyezés |
| Versenyző                           | Versenyszám    | 1      | 2     | 3       | 4     | 5     | 6     | 7      | Pontszám | Helyezés |
| ----------------------------------- | -------------- | ------ | ----- | ------- | ----- | ----- | ----- | ------ | -------- | -------- |
| Lauri Rechardt                      | Finn dingi     | 14,0   | 0,0   | (40,0*) | 13,0  | 20,0  | 27,0  | 14,8** | 88,8     | 9.       |
| Johan von Koskull Peter von Koskull | 470-es osztály | (36,0) | 11,7  | 11,7    | 14,0  | 36,0  | 20,0  | 36,0   | 129,4    | 16.      |

Női
| Versenyző                        | Versenyszám    | Futam | Futam | Futam | Futam | Futam | Futam | Futam  | Pontszám | Helyezés |
| Versenyző                        | Versenyszám    | 1     | 2     | 3     | 4     | 5     | 6     | 7      | Pontszám | Helyezés |
| -------------------------------- | -------------- | ----- | ----- | ----- | ----- | ----- | ----- | ------ | -------- | -------- |
| Annika Lemström Bettina Lemström | 470-es osztály | 10,0  | 8,0   | 3,0   | 8,0   | 8,0   | 10,0  | (28,0) | 47,0     | 4.       |

* - nem ért célba

** - bírók által adott pontszám

## Vívás
Férfi
| Versenyző   | Versenyszám       | Selejtező | Selejtező | Selejtező | Selejtező | Selejtező         | Selejtező | Főtábla           | Főtábla           | Főtábla           | Vigaszág          | Vigaszág          | Vigaszág          | Vigaszág          | Negyeddöntő       | Elődöntő          | Döntő             | Helyezés |
| Versenyző   | Versenyszám       | 1. kör | 1. kör    | 2. kör | 2. kör    | 3. kör            | 3. kör    | 1. kör            | 2. kör            | 3. kör            | 1. kör            | 2. kör            | 3. kör            | 4. kör            | Negyeddöntő       | Elődöntő          | Döntő             | Helyezés |
| Versenyző   | Versenyszám       | Ellenfél Eredmény | Hely.     | Ellenfél Eredmény                                                                                                  | Hely.     | Ellenfél Eredmény | Hely.     | Ellenfél Eredmény | Ellenfél Eredmény | Ellenfél Eredmény | Ellenfél Eredmény | Ellenfél Eredmény | Ellenfél Eredmény | Ellenfél Eredmény | Ellenfél Eredmény | Ellenfél Eredmény | Ellenfél Eredmény | Helyezés |
| ----------- | ----------------- | --- | --------- | --- | --------- | ----------------- | --------- | ----------------- | ----------------- | ----------------- | ----------------- | ----------------- | ----------------- | ----------------- | ----------------- | ----------------- | ----------------- | -------- |
| Lars Winter | Párbajtőr, egyéni | 11. csoport · Axel Birnbaum (AUT) · 4–5 · Tang Wing Keung (HKG) · 5–0 · Austin Thomas (ARU) · 5–0 · Martin Brill (NZL) · 5–4 · Mihajlo Tisko (URS) · 5–1 | 1.        | 9. csoport · Uwe Proske (GDR) · 2–5 · Péter Vánky (SWE) · 1–5 · Rob Stull (USA) · 3–5 · Székely Zoltán (HUN) · 3–5 | 5.        | kiesett           | kiesett   | kiesett           | kiesett           | kiesett           | kiesett           | kiesett           | kiesett           | kiesett           | kiesett           | kiesett           | kiesett           | 57.      |